# سامانه‌های اندازه‌گیری
یک سامانهٔ اندازه‌گیری مجموعه‌ای از واحدهاست که از آن‌ها می‌توان برای مشخص کردن هر چیز قابل اندازه‌گیری که به دلیل معاملات و تجارت داخلی دارای اهمیت تاریخی، نظم و تعریف است استفاده کرد. از نظر علمی، وقتی بعدتر آنالیز می‌شوند، برخی کمیت‌ها به عنوان واحدهای اساسی تعیین می‌شوند به‌طوری‌که همهٔ دیگر واحدهای مورد نیاز را می‌توان از آن‌ها بدست آورد، در حالی که در دوره‌های اولیه و تاریخی، واحدها با اجازه (حقوق موضوعه را ببینید) نهادهای حاکم اعطا می‌شدند و الزاماً به خوبی مرتبط یا خودسازگار نبودند.